# Short Pump
Short Pump és una concentració de població designada pel cens dels Estats Units a l'estat de Virgínia. Segons el cens del 2000 tenia 182 habitants.

## Demografia
Segons el cens del 2000, Short Pump tenia 182 habitants, 69 habitatges, i 44 famílies. La densitat de població era de 29,6 habitants per km².
Dels 69 habitatges en un 31,9% hi vivien nens de menys de 18 anys, en un 52,2% hi vivien parelles casades, en un 10,1% dones solteres, i en un 36,2% no eren unitats familiars. En el 26,1% dels habitatges hi vivien persones soles el 8,7% de les quals corresponia a persones de 65 anys o més que vivien soles. El nombre mitjà de persones vivint en cada habitatge era de 2,64 i el nombre mitjà de persones que vivien en cada família era de 3,3.
Per edats la població es repartia de la següent manera: un 26,9% tenia menys de 18 anys, un 6% entre 18 i 24, un 33,5% entre 25 i 44, un 18,1% de 45 a 60 i un 15,4% 65 anys o més.
L'edat mediana era de 36 anys. Per cada 100 dones de 18 o més anys hi havia 107,8 homes.
La renda mediana per habitatge era de 60.531 $ i la renda mediana per família de 36.375 $. Els homes tenien una renda mediana de 28.155 $ mentre que les dones 26.250 $. La renda per capita de la població era de 36.804 $. Cap de les famílies estaven per davall del llindar de pobresa.

## Poblacions més properes
El següent diagrama mostra les poblacions més properes.